# انسی‌پرازین
انسی‌پرازین (انگلیسی: Enciprazine) انسیپرازین (INN, BAN؛ انسیپرازین هیدروکلراید (USAN؛ نام‌های رمز رشد WY-48624، D-3112)، یک داروی ضداضطراب و ضد روان پریشی از کلاس فنیل پیپرازین است که هرگز به بازار عرضه نشد. این دارو میل ترکیبی بالایی برای گیرنده α۱-آدرنرژیک و گیرنده 5-HT1A، در میان سایت‌های دیگر نشان می‌دهد. در آغاز پیش‌بینی می‌شد که این دارو به‌عنوان یک متابولیت فعال قابل‌توجه، اورتو متوکسی فنیل پیپرازین (oMeOPP)، آگونیست گیرنده سروتونین با میل ترکیبی بالا برای گیرنده 5-HT1A، به عنوان یک متابولیت فعال تولید کند، اما تحقیقات بعدی نشان داد که چنین نیست.